# Prekmurje
Prekmurje (mađ. Muravidék, njem.: Übermurgebiet, prek.: Prekmürje, Prekmürsko) neslužbena je pokrajina u Sloveniji, na njezinu krajnjem sjeveroistoku, smještena s lijeve strane rijeke Mure, a graniči s Austrijom na zapadu, s Mađarskom na sjeveru i sjeveroistoku, s Hrvatskom na jugoistoku, te sa slovenskom pokrajinom Štajerskom na jugozapadu.

## Zemljopis
Prekmurje je najsiromašnije područje u Sloveniji, a većinom je to poljoprivredni kraj. Sjeverni dijelovi ovoga područja brežuljkasti su, a vrhovi bregova dosežu do visine između 150 i 400 m. Najveća je rijeka, uz Muru, Ledava.
Središte Prekmurja je grad Murska Sobota, a na jugoistoku se nalazi grad Lendava. Veća naselja su Dobrovnik, Turnišče, Beltinci i Črenšovci.

## Povijest
Područje Prekmurja uvijek je bilo gospodarski i politički odvojeno od ostatka slovenskih područja. Slovenci su se ovamo doselili s istočnih Alpi nakon što su Franci pobijedili Avare u doba vladavine Karla Velikoga. U 9. stoljeću ovo područje pripada slavenskoj državi poznatoj kao Balatonsko kneževstvo, a od 10. stoljeća bilo je pod izravnim utjecajem Ugarske, što je imalo bitnu ulogu u razvoju etničkih i jezičnih prilika u tom kraju. 
Kroz cijelo razdoblje habsburške vlasti veze s ostatkom slovenskih krajeva bile su izrazito slabe, već i stoga što je Prekmurje pripadalo Ugarskoj i to njezinim županijama Željezno (većina Prekmurja) i Zala (područje Lendave), dok su crkveno pripadali Sombotelskoj biskupiji. Ipak, slovenski su se stanovnici ovog područja uvijek dosljedno nazivali Slovencima, dok su u drugim krajevima prevladavali pokrajinski nazivi, posebice u Kranjskoj, Štajerskoj i Koruškoj. Svoj su kraj krajem 19. stoljeća nazivali Slovenska krajina.
Za razliku od ostalih slovenskih krajeva, ovdje je postojalo veleposjedništvo s prostranim obradivim površinama, dok su seljaci imali vrlo malo vlastite zemlje, te se razvio „agrarni proletarijat“ koji je tražio posao po cijeloj Ugarskoj.
Premda su ješ od 1848. postojala nastojanja da se Slovenci Prekmurja sjedine s ostalim slovenskim pokrajinama, to se nije moglo ostvariti. Usto, Slovenci su ovdje bili u velikom broju protestanti luterani ili kalvinisti, a uz Mađare tu je živio i veliki broj Židova.
Po uspostavi Austro-Ugarske Monarhije 1867., Prekmurje je proživljavalo težak pritisak mađarizacije. Tako je zakon o školstvu iz 1907. predviđao da nemađarska djeca po završenom 4. razredu osnovne škole moraju govoriti i pisati mađarski. Narodnu svijest na prelasku iz 19. u 20. stoljeće počela je podizati skupina katoličkih svećenika okupljenih oko Franca Ivanocyja. Prvi je put slovenska zastava u ovoj pokrajini istaknuta 1897. godine i to upravo na mladoj misi Ivanocyjeva suradnika Jožefa Klekla u Tišini. Tada je sastavljen politički program koji je naglašavao važnost vjere u privatnom i javnom životu, zahtijevao vjersku pouku na narodnom jeziku, kao i izdavanje časopisa na slovenskom (prekomurskom). Ovaj je kraj krajem austro-ugarske vlasti obuhvaćao oko 1.000 km2, a imao je oko 90.000 stanovnika koji su svoj identitet sačuvali sve do priljučenja Kraljevini SHS 1919. godine.
Pravo jezično i kulturno jedinstvo s ostalim Slovencima ostvareno je tek nakon Prvog svjetskog rata, kad je Prekmurje Trianonskim sporazumom pripojeno Kraljevini SHS. Između 1918. i 1922. ovo je područje pripadalo Mariborskoj županiji, od 1922. do 1929. Mariborskoj regiji, a od 1929. do 1941. Dravskoj banovini. Za vrijeme Drugog svjetskog rata Prekmurje je okupirala Mađarska, a od 1945. ono je združeno sa slovenskim zemljama koje i danas čine Sloveniju.

## Stanovništvo
Prilikom pripojenja Kraljevini SHS u Prekmurju je živjelo 92.295 stanovnika, od kojih je njih 74.199 govorilo slovenski, 14.065 mađarski, a 2.540 njemački jezik.
Stanovništvo Prekmurja danas je većinom slovensko, no prisutna je i brojna mađarska nacionalna manjina. Mađara ima najviše u sjevernom i istočnom dijelu pokrajine, te imaju pravo na jedno mjesto u Slovenskom parlamentu. Usto, ima i mnogo Roma. U cijeloj pokrajini vlada dvojezičnost.